# شمارش سلول
شمارش سلول شامل هر روشی برای شمردن یا کمی سازی سلول‌ها در علوم حیاتی، شامل تشخیص پزشکی و درمان می‌باشد. شمارش سلول یکی از زیرمجموعه‌های مهم سیتومتری (سلول سنجی) است که دارای کاربردهای تحقیقاتی و درمان بالینی می‌باشد. برای مثال، شمارش کامل خون می‌تواند به یک پزشک برای تعیین اینکه چرا بیمار احساس مریضی دارد کمک کند و اینکه چه تصمیمی برای کمک به او بگیرد. سلول‌ها در محیطی مایع (مانند خون، پلاسما، لنف، یا محلول‌های آزمایشگاهی) شمرده می‌شوند و معمولاً به صورت تعداد سلول در واحد حجم بیان می‌شوند، و بنابراین غلظت را بیان می‌کنند (برای مثال، ۵۰۰۰ سلول در میلی لیتر).

## کاربردها
روش‌های متعددی در زیست‌شناسی و پزشکی نیازمند شمارش سلول هستند. با شمارش سلول‌ها در یک حجم کوچک، غلظت می‌تواند تعیین شود.
مثال‌هایی که نیاز به شمارش سلول دارند شامل:
- در پزشکی، غلظت سلول‌های مختلف خونی، مانند سلول‌های قرمز خون و سلول‌های سفید خون، می‌تواند اطلاعات حیاتی در مورد وضعیت سلامتی شخص به ما بدهد (ببینید: شمارش کامل خون).
- در سلول درمانی، برای کنترل دوز سلول‌های تجویز شده برای بیمار.
- به‌طور مشابه، غلظت باکتری، ویروس‌ها و دیگر عوامل بیماری‌زا در خون یا دیگر سیالات بدن می‌تواند اطلاعاتی دربارهٔ پیشرفت یک بیماری عفونی و همچنین اطلاعاتی دربارهٔ موفقیت سیستم ایمنی در مهار عفونت را فراهم کند.
- در آزمایشات زیست‌شناسی مولوکولی نیاز است تا غلظت سلول مشخص شود، تا طبق آن مقدار عوامل شیمیایی و واکنش دهنده در آزمایش اعمال شوند.
- مطالعاتی که نرخ رشد میکروارگانیسم‌ها را آزمایش می‌کنند (به عبارت دیگر: چه زمانی نیاز هست تا آن‌ها سلول‌های جدید را ایجاد کنند)، نیازمند شمارش سلول هستند.
- اندازه‌گیری میزان زنده بودن سلول، یعنی اندازه‌گیری و محاسبه نسبت سلول‌های مرده به سلول‌های زنده، برای مثال سلول‌هایی که در معرض سم قرار گرفته‌اند.

## شمارش دستی سلول
چندین روش برای شمارش سلول وجود دارد. برخی از آن‌ها ابتدایی هستند و نیاز به تجهیزات خاصی ندارند، بنابراین می‌توانند در هر آزمایشگاه بیولوژی انجام شوند، در حالی که دیگر روش‌ها وابسته به لوازم پیچیده الکترونی هستند.

### محفظه شمارش

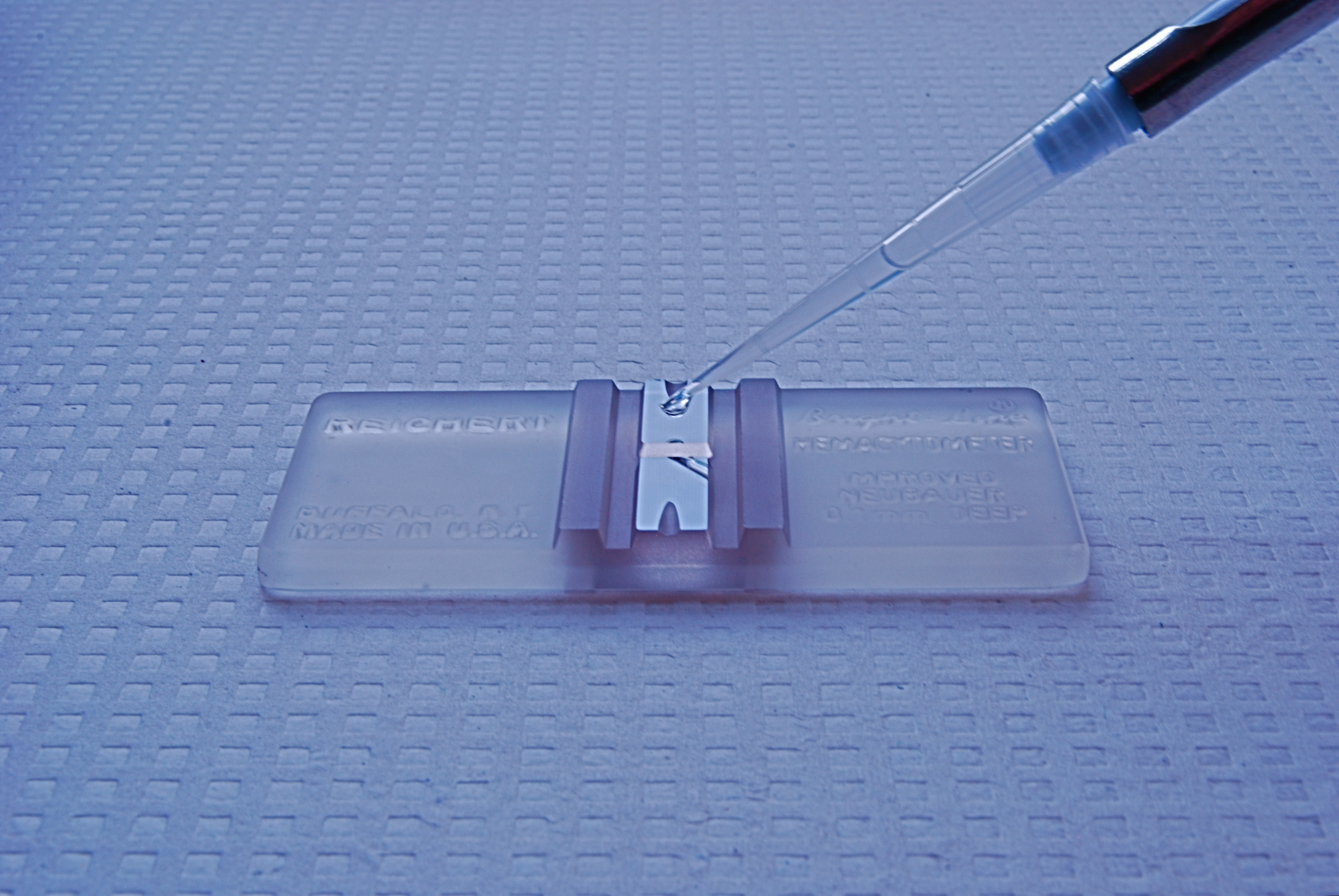
یک محفظه شمارش

یک محفظه شمارش (که به عنوان هموسیتومتر نیز شناخته می‌شود) یک لام میکروسکوپی است که به‌طور ویژه برای فراهم کردن امکان شمارش سلول طراحی شده‌است. هموسیتومتر دو محفظه شبکه بندی شده در وسط خود دارد، که توسط یک لام شیشه ای در زمان شمارش پوشیده شده‌اند. قطره ای از کشت سلول در فضای بین محفظه و پوشش شیشه ای قرار می‌گیرد، که آن را پر می‌کند. با نگاه کردن به نمونه در زیر میکروسکوپ، محقق شبکه را برای شمارش دستی تعداد سلول‌ها در ناحیه معینی از اندازه معلوم به کار می‌برد. فاصله جدایی بین محفظه و پوشش از پیش تعریف شده‌است، بنابراین حجم محیط کشت شمرده شده می‌تواند با غلظت سلول‌ها محاسبه شود. اگر نشانگرهای رنگی میزان زنده بودن به سیال اضافه شود، میزان زنده بودن سلول می‌تواند تعیین شود.
مزایای این روش ارزان و سریع بودن آن است؛ این مزایا روش شمارش دستی را به عنوان روشی ارجح در آزمایشات بیولوژیکی سریع قرار داده‌است. معمولاً نیاز است که محیط کشت مورد آزمایش گسترش یابد، به عبارت دیگر غلظت بالای سلول‌ها شمارش را غیرممکن می‌کنند. نیاز به توسعه محیط کشت یک عیب است، زیرا هر گسترشی عدم دقت و ناصحیحی را به اندازه‌گیری اضافه می‌کند.

### صفحه گذاری و شمارش CFU

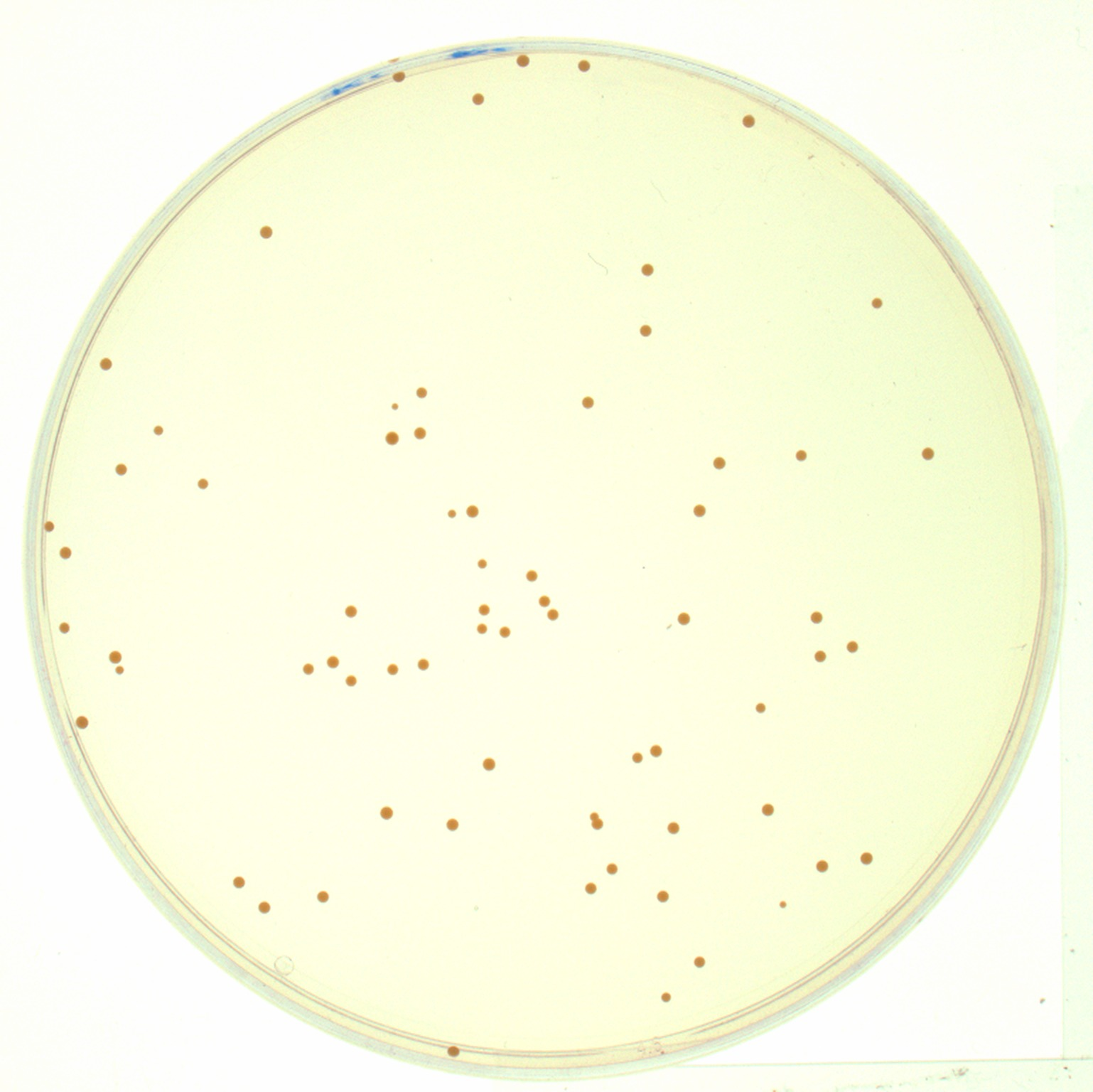
تصویری از گسترش کلونی‌های استافیلوکوکوس اورئوس بر روی یک صفحه آگار (انتقال دهنده نور). چنین پراکندگی‌های کلونی برای شمارش CFU مناسب هستند.

برای کمی سازی تعداد سلول‌ها در یک کشت، سلول‌ها می‌توانند به سادگی بر روی یک ظرف پتری با محیط رشد قرار داده شوند. اگر سلول‌ها به‌طور مناسبی بر روی صفحه گسترده شوند، به‌طور کلی می‌توان فرض کرد که به یک کلونی واحد یا (CFU (Colony Forming Unint رشد خواهند یافت. سپس کلونی‌ها می‌توانند شمرده شوند، و بر اساس حجم کشت معلوم که بر روی صفحه پخش شده‌است، غلظت سلول می‌تواند محاسبه شود.
معمولاً نیاز هست که محیط‌های کشت قبل از صفحه گذاری گسترش یابند؛ به عبارت دیگر، به جای بدست آوردن کلونی‌های یگانه ای که می‌توانند شمرده شوند، می‌توان هزاران کلونی بدست آورد که بر روی یکدیگر قرار می‌گیرند. به علاوه، صفحه گذاری یک روش آهسته است، اکثر میکروارگانیسم‌ها نیازمند حداقل ۱۲ ساعت برای تشکیل کلونی هستند.
اگر چه این روش می‌تواند وقت گیر باشد، اما تخمین صحیحی از تعداد سلول‌های زنده می‌دهد (زیرا تنها آن‌ها قادر به رشد و تشکیل کلونی‌های قابل مشاهده هستند). بنابراین این روش به‌طور گسترده در آزمایشات با هدف کمی سازی تعداد سلول‌های مقاوم به دارو یا دیگر شرایط خارجی به کار م رود. به علاوه، شمارش کلونی‌ها بر روی صفحات آگار می‌تواند با شمارنده‌های کلونی تسهیل شود.
از مزایای این روش این است که سلول های زنده را شمارش میکند.
و از معایب آن میتوان به وقت گیر بودن،و این مورد که سلول های پیر با اینکه تغذیه کرده و محصول تولید میکنند اما قادر به تشکیل کلونی نیستند پس در شمارش با این روس قادر به شمارش آنها نیستیم اشاره کرد.

## شمارش خودکار سلول

### مقاومت الکتریکی
یک کالتر کانتر وسیله ای است که می‌تواند سلول‌ها و همچنین حجم آن‌ها را اندازه بگیرد. این وسیله بر اساس این واقعیت است که سلول مقاومت الکتریکی بزرگی را را نشان می‌دهد؛ به عبارت دیگر، آن‌ها تقریباً هیچ الکتریسیته ای را انتقال نمی‌دهند. در یک کالتر کانتر، سلول‌ها در یم محلولی که الکتریسیته را هدایت می‌کند، شناور هستند، و یکی یکی به داخل یک شکاف ریز مکیده می‌شوند. نگه دارنده شکاف دو الکترود هستند که الکتریسیته را هدایت می‌کنند. زمانی که هیچ سلولی در شکاف نباشد، الکتریسیته بدون هیچ کاهشی جریان می‌یابد، اما زمانی که یک سلول به داخل شکاف مکیده می‌شود جریان تحت مقاومت قرار می‌گیرد. کالتر کانتر تعداد این اتفاقات را می‌شمارد و همچنین جریان (و بنابراین مقاومت) را اندازه می‌گیرد، که به‌طور مستقیم مرتبط با حجم سلول به دام افتاده‌است. سیستمی مشابه فناوری شمارش سلول CASY است.
شمارشگرهای کالتر و CASY بسیار ارزانتر از سیتومترها هستند، و برای کاربردهایی که نیازمند تعداد سلول و اندازه هستند، مانند تحقیق چرخه سلولی، آن‌ها روش‌هایی برای انتخاب هستند. مزایای آن‌ها در برابر روش‌های فوق تعدا زیاد سلول‌هایی است که می‌توانند در زمان کوتاه پردازش شوند، برای مثال: هزاران سلول در ثانیه. این مزیت دقت بالا و اهمیت آماری را ارائه می‌دهد.

### فلوسایتومتری
فلوسایتومتری تا حد زیادی پیچیده‌ترین و گرانترین روش برای شمارش سلول است. در یک سیتومتر جریان سلول‌ها در یک فضای باریک در مقابل یک پرتو لیزر جریان می‌یابند. پرتو به هر کدام از آن‌ها یکی به یکی برخورد می‌کند، و آشکارساز نوری را که از سلول‌ها منعکس شده‌است، ثبت می‌کند.
سیتومترهای جریان بسیاری از توانایی‌های دیگر را دارند، مانند تجزیه و تحلیل شکل سلول و ساختار داخلی و خارجی آن‌ها و همچنین اندازه‌گیری مقدار پروتئینهای خاص و دیگر مواد شیمیایی در سلول‌ها؛ بنابراین سیتومترهای جریان صرفاً با هدف شمارش سلول‌ها، به ندرت خریداری می‌شوند.

### تجزیه و تحلیل تصویر
رویکردهای اخیر استفاده از تصاویر میکروسکوپی با کیفیت بالا را مورد توجه قرار داده‌اند، که در آن‌ها یک الگوریتم طبقه‌بندی آماری برای انجام تشخیص خودکار سلول و شمارش آن‌ها به عنوان یک تحلیل تصویر به کار می‌رود [3]. طیف وسیعی از تکنیک‌های طبقه‌بندی تصویر برای این هدف می‌توانند به کار گرفته شوند [۴].

## شمارش غیر مستقیم سلول

### روش اسپکتروفتومتری

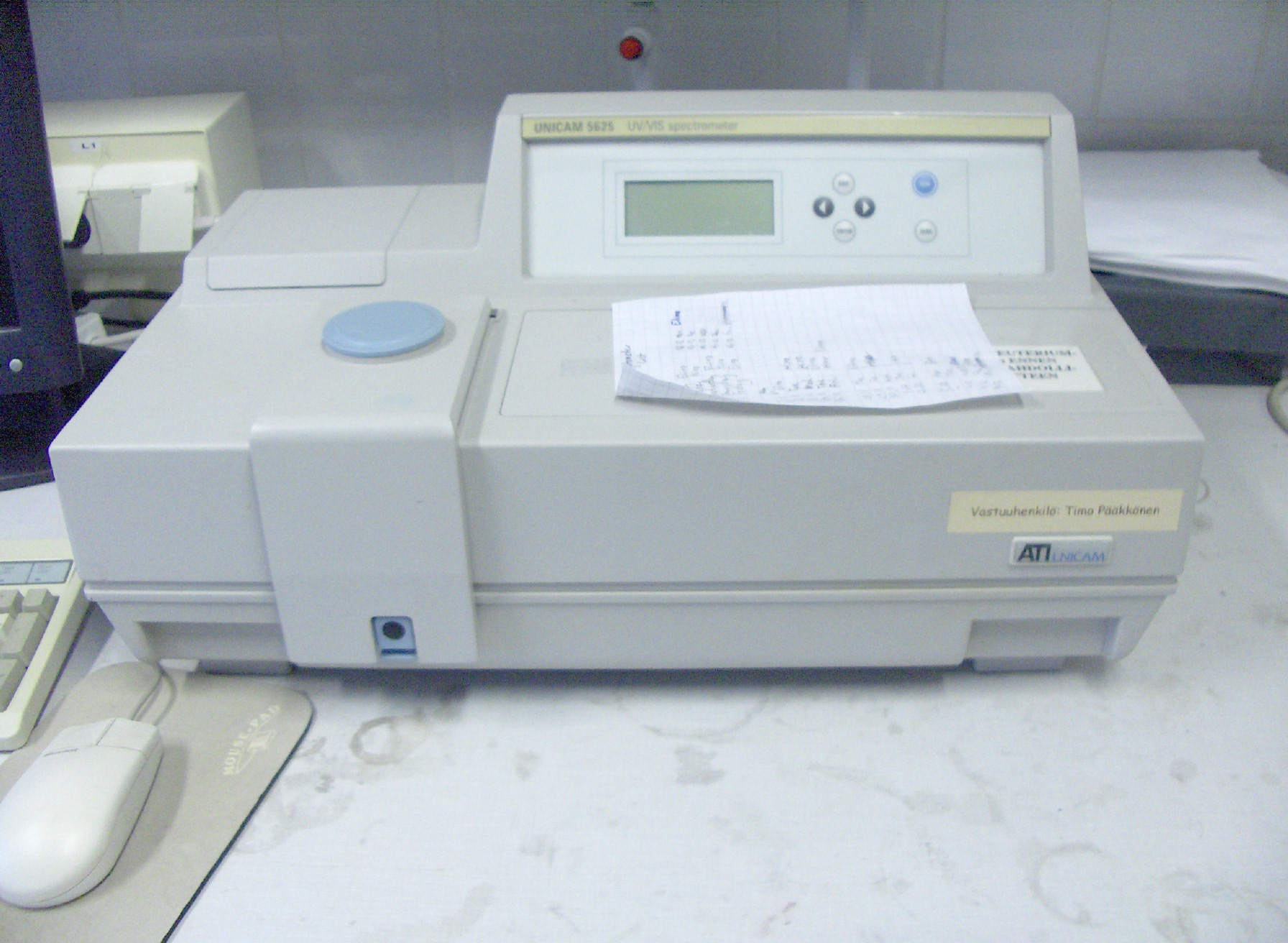
اسپکتروفتومتر

سوسپانسیون‌های سلولی کدر هستند. سلول‌ها جذب می‌شوند و نور را پراکنده می‌کنند. غلظت بالای سلولی کدورت بالایی ایجاد می‌کند. اسپکتروفوتومتر می‌تواند شدت نور را بسیار دقیق اندازه‌گیری کند. محیط کشت سلول در یک کووت شفاف قرار داده می‌شود و جذب نسبت به محیط تنها اندازه‌گیری می‌شود. چگالی نوری (OD) به‌طور مستقیم متناسب با توده زیستی در سوسپانسیون سلول است. استفاده از اسپکتروفوتومتر برای اندازه‌گیری کدورت محیط کشت کدورت سنجی یا توربیدومتری نامیده می‌شود.
این مزایا استفاده از اسپکتروفتومتری را انتخاب مناسبی برای اندازه‌گیری رشد باکتری در کاربردها ساخته‌است. اشکال اسپکتروفتومتری ناتوانی آن در فراهم کردن شمارش مطلق یا ایجاد تمایز بین سلول‌های زنده و مرده‌است.

### میکروبیولوژی امپدانس
میکروبیولوژی امپدانس یک روش میکروبیولوژیکی سریع برای اندازه‌گیری غلظت میکروبی (عموماً باکتری و البته مخمر) نمونه به وسیلهٔ مشاهده پارامترهای الکتریکی محیط رشد است. این روش بر اساس این واقعیت است که متابولیسم باکتری ترکیبات بدون بار (یا باردار شده ضعیف) را به سمت ترکیبات باردار منتقل می‌کند و بنابراین خواص الکتریکی محیط رشد را تغییر می‌دهد. غلظت میکروبی بر اساس زمان مورد نیاز برای پارامترهای الکتریکی مشاهده شده می‌باشد تا زمانی که از مقادیر اولیه خود منحرف شوند. تجهیزات مختلفی برای اندازه‌گیری غلظت باکتری با استفاده از میکروبیولوژی امپدانس در دسترس هستند [۵] [۶] [۷] [۸] [۹].